# Selno
 Selno  falu Horvátországban Krapina-Zagorje megyében. Közigazgatásilag Krapinske Toplicéhez tartozik.

## Fekvése
Zágrábtól 32 km-re északnyugatra, községközpontjától  3 km-re délnyugatra a Horvát Zagorje északnyugati részén fekszik.

## Története
A településnek 1857-ben 510, 1910-ben 713 lakosa volt. Trianonig Varasd vármegye Pregradai járásához tartozott. A településnek 2001-ben 442 lakosa volt.

## Külső hivatkozások
- Krapinske Toplice község hivatalos oldala
- Krapinske Toplice turisztikai portálja